# Omari Hardwick
Omari Harwick (Savannah, 9 gennaio 1974) è un attore statunitense. È conosciuto per i ruoli interpretati nelle serie TV Saved, Dark Blue, Frammenti di lei, Miracolo a Sant'Anna (2008), The A-Team (2010) e Kick Ass (2010). Nella serie televisiva Power, interpreta il personaggio principale James St. Patrick, soprannominato Ghost.

## Biografia
Figlio di Attorney Clifford Hardwick IV e Joyce Hardwick, è cresciuto ad Atlanta, Georgia. Al liceo scriveva poesie ed eccelleva nel baseball, basket e football americano, tanto che l'Università della Georgia gli concesse una borsa di studio. Nonostante le capacità sportive, Hardwick preferì dedicarsi alla recitazione e alla poesia, e alla fine si laureò quindi in recitazione. Hardwick è un membro degli Alpha Phi Alpha, il primo college di greco e letteratura per gli afroamericani.
Dopo la laurea, Hardwick si trasferisce a San Diego per un posto nei San Diego Chargers (NFL), tuttavia un infortunio al ginocchio lo costrinse ad abbandonare la sua carriera nel football. Ha deciso di ritornare a recitare, e si trasferisce a New York per studiare recitazione. A New York, Hardwick studiò a Broadway fino al 2000, quando si trasferì a Los Angeles.
La prima grande occasione di Hardwick arriva nel 2003, quando è stato ingaggiato nel suo primo ruolo regolare importante nella serie di Spike Lee Sucker Free City (2004). Due anni più tardi, ha partecipato alla serie tv dtammatica The Guardian (2006) e Saved, della TNT (2006). Nel corso del 2007 - 2009, Hardwick è svolge il ruolo di guest star in varie serie televisive, e appare nei film Miracolo a Sant'Anna (2008) e Next Day Air (2009). Nel 2008 ha ottenuto il ruolo di "Ty Curtis" nella serie TNT Dark Blue. Dal 2014 recita nella serie tv Power.
Oltre a recitare, Hardwick è un membro fondatore della Plan B Theater Group Inc., e cofondatore dei Los Angeles Actor's Lounge. Egli ha dei grandi progetti per la sua azienda di produzione, Bravelife: infatti ha intenzione dal 2010, di espandere la sua azienda. Hardwick inoltre ha scritto più di 4.000 poesie.

## Vita privata
È sposato dal 2012 con Jennifer Pfautch, con cui ha un figlio. Inoltre è arrivato tra i primi cinque del concorso US National Poetry Slam nel 2003 e 2004.

## Filmografia

### Cinema
- Beauty Shop, regia di Bille Woodruff (2005)
- Speechless, regia di William R. Bryan (2006)
- La gang di Gridiron (Gridiron Gang), regia di Phil Joanou (2006)
- The Guardian - Salvataggio in mare (The Guardian), regia di Andrew Davis (2006)
- Miracolo a Sant'Anna (Miracle at St. Anna), regia di Spike Lee (2008)
- Linewatch - La scelta, regia di Kevin Bray (2008)
- Next Day Air, regia di Benny Boom (2009)
- Everyday Black Man, regia di Carmen Madden (2010)
- Kick-Ass, regia di Matthew Vaughn (2010)
- A-Team (The A-Team), regia di Joe Carnahan (2010)
- For Colored Girls, regia di Tyler Perry (2010)
- I Will Follow, regia di Ava DuVernay (2010)
- Sparkle - La luce del successo (Sparkle), regia di Salim Akil (2012)
- Middle of Nowhere, regia di Ava DuVernay (2012)
- Things Never Said, regia di Charles Murray (2013)
- The Last Letter, regia di Paul D. Hannah (2013)
- Reach Me - La strada per il successo (Reach Me), regia di John Herzfeld (2010)
- Lap Dance, regia di Greg Carter (2014)
- Chapter & Verse, regia di Jamal Joseph (2017)
- La fratellanza (Shot Caller), regia di Ric Roman Waugh (2017)
- Sorry to Bother You, regia di Boots Riley (2018)
- La prima notte del giudizio (The First Purge), regia di Gerard McMurray (2018)
- American Skin, regia di Nate Parker (2019)
- Spell - Maleficio (Spell), regia di Mark Tonderai (2020)
- Army of the Dead, regia di Zack Snyder (2021)
- The Mother, regia di  Niki Caro  (2023)

### Televisione
- Sucker Free City, regia di Spike Lee – film TV (2004)
- Crossing Jordan – serie TV, episodio 5x04 (2005)
- Saved – serie TV, 13 episodi (2006)
- SIS, regia di John Herzfeld – film TV (2008)
- CSI: Miami – serie TV, episodio 7x03 (2008)
- Dark Blue – serie TV, 20 episodi (2009-2010)
- Lie to Me – serie TV, episodio 1x10 (2009)
- Chase – serie TV, episodio 1x11 (2010)
- I signori della fuga (Breakout Kings) – serie TV, episodio 2x05 (2012)
- A Christmas Blessing, regia di Russ Parr – film TV (2013)
- Being Mary Jane – serie TV, 8 episodi (2013-2014)
- Power – serie TV, 63 episodi (2014-2020)
- Star Trek: Section 31, regia di Olatunde Osunsanmi – film TV (2025)

## Doppiatori italiani
Nelle versioni in italiano dei suoi lavori, Omari Hardwick è stato doppiato da:
- Simone Mori in Sucker Free City, Power, La fratellanza
- Andrea Lavagnino in Sorry to Bother You, Inganni online
- Fabio Boccanera in Saved, Dark Blue
- Gabriele Lopez ne La gang di Gridiron
- Roberto Draghetti in The Guardian - Salvataggio in mare
- Vittorio De Angelis in Miracolo a Sant’Anna
- Massimo Bitossi in CSI: Miami
- Patrizio Cigliano in Kick-Ass
- Nanni Baldini in A-Team
- Enrico Di Troia in Sparkle - La luce del successo
- Alberto Angrisano in American Skin
- Stefano Alessandroni in Army of the Dead